# Stjernehallen
Die Stjernehallen ist ein Eishockeystadion in Fredrikstad, Norwegen.

## Geschichte
Die Stjernehallen wurde 1970 eröffnet und ist Heimspielstätte der professionellen Eishockeymannschaft Stjernen aus der GET-ligaen.